# YesAND
yesAND（いえすあんど）は、日本のガールズバンド。シンガーソングライターの藤田恵名が、Sena、ゆーやんと共に結成し、Laanaの加入により、現在は4人体制で活動している。
キャッチコピーは「見ても聴いてもジューシーなガールズバンド」。

## 概要・略歴
2023年3月にライブ活動を再開したシンガーソングライターの藤田恵名は、「以前からバンドは組みたかった」という気持ちはあったが、「経験が足りないので無理かも…」とも考えていた。

同年の夏頃、意を決した藤田は、当時は単独で音楽活動を行っていたギタリストのSenaとドラマーのゆーやんに、バンド結成を呼びかける長文のDMを送った。ライブ会場で会釈をする程度の関係だったが、「音楽が好きな気持ちを持ちながらずっと活動を続けているSenaちゃんとゆーやんの2人なら」と声をかけ、後日、藤田に直接会って話を聞いた二人は、その熱い思いにバンド結成を承諾した。2024年1月13日にSNS等でグループ結成を発表、2024年3月22日に1stワンマンライブを行った。2025年7月13日には、1st ワンマンライブからサポートメンバーを務めてきたベーシストのLaanaが新たに加入し、4人体制となった。
バンド名の由来は、結成時のメンバー「Yu-yan」「Ena」「Sena」の頭文字と、応援するファン（AND）を組み合わせて決まった。
衣装は「AS KNOW AS Plus（アズ ノゥ アズ プラス）」により、キャッチコピーに合わせてメンバーそれぞれにコーディネートされている。
2024年
- 1月13日、SNS等でグループ結成とデビュー曲「憧憬ホログラム」を発表した。
- 1月15日、グループとして初のイベントを新年会としてshibuya loft9で開催した[10]。※トークイベント
- 3月22日、同年7月末に閉館となる新宿BLAZEで、1stワンマンライブを行った[11]。
- 6月13日、初の主催LIVEを渋谷スターラウンジで行った[12]。
- 11月7日、ジャケットデザインをメンバーのEnaが担当した[13]1st.EP「ダイナミックチューン」が発売された[14]。これを記念して、同日、リリースイベント「yesANDのドドドvol.2」を、秋葉原GOOD MANで開催した[15]。

2025年
- 前年12月から行われていたゲームアプリのイベント「ロードモバイル 女性アーティスト対抗戦」に参加していたが、1月13日の最終集計をもって優勝したことが、同日、公式SNSで発表された[16][17]。
- 7月13日、Laanaがベーシストとして加入することを発表。

## メンバー
| 名前                    | 誕生日  | 血液型 | 出身地 | 愛称   | 身長  | 趣味                                                                     | 特技                                         |
| ----------------------- | ------- | ------ | ------ | ------ | ----- | ------------------------------------------------------------------------ | -------------------------------------------- |
| 藤田恵名 （ふじたえな） | 7月7日  | B型    | 福岡県 | Ena    | 160cm | 麻雀、ボートレース、 図画工作、美術館に行く、 ヘアアレンジ、スポーツ観戦 | 犬歯でタグを切れる、 肩を外せる、 口笛、球技 |
| Sena （せな）           | 6月26日 | O型    | 群馬県 | Sena   | 159cm | ゲーム、PC製作、 デバイス収集                                            | 水泳、ここぞというときの 度胸の強さ          |
| ゆーやん （ゆーやん）   | 5月31日 | B型    | 北海道 | Yu-yan | 156cm | 読書、発酵温浴                                                           | 密度の濃い集中力、 人に元気をあげること      |
| Laana （らーな）        | 3月6日  | A型    | 愛知県 | Laana  | ???   | 犬、演劇、アイドル、 ウナギ、魚卵、クロワッサン、ファンタグレープ        | ???                                          |

## MV
| 発表日         | タイトル               | 作曲     | 作詞     | 編曲                | MV     |
| -------------- | ---------------------- | -------- | -------- | ------------------- | ------ |
| 2024年1月13日  | 憧憬ホログラム         | Sena     | Sena     | Sena & lull         | [ 18 ] |
| 2024年3月9日   | 逆光                   | 藤田恵名 | 藤田恵名 | yesAND & 田淵ガー子 | [ 19 ] |
| 2024年10月25日 | アイニー寿             | 藤田恵名 | 藤田恵名 | yesAND & lull       | [ 20 ] |
| 2025年7月14日  | どうにかなっちゃいそう | 藤田恵名 | 藤田恵名 | yesAND              | [ 21 ] |

## CD
| 発売日        | タイトル             | 収録曲                         |
| ------------- | -------------------- | ------------------------------ |
| 2024年11月7日 | ダイナミックチューン | 憧憬ホログラム 逆光 アイニー寿 |

## 出演

### イベント
- 新年会（トークイベント）（2024年1月15日、LOFT9 Shibuya）
- 1st.EP「ダイナミックチューン」リリースイベント（2024年11月7日、秋葉原GOOD MAN）